# Krupia Wólka
Krupia Wólka is een plaats in het Poolse district  Piaseczyński, woiwodschap Mazovië. De plaats maakt deel uit van de gemeente Prażmów en telt 240 inwoners.